# Catalin Tecuceanu
Catalin Tecuceanu (Tecuci, Rumania, 9 de septiembre de 1999) es un deportista italiano de origen rumano que compite en atletismo, especialista en las carreras de mediofondo. Ganó una medalla de bronce en el Campeonato Europeo de Atletismo de 2024, en la prueba de 800 m.

## Palmarés internacional
| Campeonato Europeo | Campeonato Europeo | Campeonato Europeo | Campeonato Europeo |
| Año                | Lugar              | Medalla            | Prueba             |
| ------------------ | ------------------ | ------------------ | ------------------ |
| 2024               | Roma (Italia)      | Medalla de bronce  | 800 m              |